# Gamasiphoides gamasiphioides
Gamasiphoides gamasiphioides är en spindeldjursart som först beskrevs av Sheals 1962.  Gamasiphoides gamasiphioides ingår i släktet Gamasiphoides och familjen Ologamasidae. Inga underarter finns listade i Catalogue of Life.